# Pierre Ordioni
 (août 2017).
Si vous disposez d'ouvrages ou d'articles de référence ou si vous connaissez des sites web de qualité traitant du thème abordé ici, merci de compléter l'article en donnant les références utiles à sa vérifiabilité et en les liant à la section « Notes et références ».
Pierre Ordioni, né le 9 février 1907 à Reims et mort le 12 novembre 1999 à Paris, est un militaire, diplomate et écrivain français, docteur en droit et docteur ès lettres.

## Biographie

### Famille
Issu d'une famille de militaires d'origine corse et de tradition janséniste (son arrière-grand-père est le général d'empire Alexandre Ordioni et son père, le colonel André Ordioni [1862-1933], a commandé un régiment à Verdun puis dans les Balkans), il se consacre, au début des années 1930, à l'étude du jansénisme et du gallicanisme dans l'Auxerrois, ce qui lui vaut deux doctorats : l'un en droit et l'autre ès lettres. Favorable au royalisme, il publie, en 1938, Vocation monarchique de la France, avec une préface de Bernard Faÿ, professeur au Collège de France (« De la politique et de la vie »).

### Seconde Guerre mondiale
En mai et juin 1940, lieutenant de réserve au 227e régiment d'infanterie, il participe aux combats de la campagne de France. Fait prisonnier, près de Toul, le 22 juin 1940, il est interné au Frontstalag 241, à Saint-Mihiel. Il s'en évade le 6 septembre. Arrivé à Vichy au début d'octobre, Paul Baudouin, ministre des Affaires étrangères, qu'il connaît personnellement, le convainc de ne pas rallier de Gaulle à Londres, mais Weygand en Afrique du Nord. Après un bref passage au secrétariat à la Jeunesse, Marcel Peyrouton, ministre de l'Intérieur, le nomme, à la fin de novembre, directeur du cabinet du gouverneur Pierre Pagès, délégué dans les fonctions de préfet d'Alger.  
Dès février 1941, Pierre Ordioni appartient à une filière du S.R.-Air en contact avec l'état-major de l'armée américaine. À la fin d'août 1942, il est mis à pied sans traitement, pour "gaullisme", par Pierre Laval revenu au pouvoir au mois d'avril. Après avoir vainement tenté de ramener le général Weygand à Alger au début de novembre, il est nommé, après le débarquement allié, chef de la Délégation de l'Algérie par le gouverneur général Yves Châtel, devenant, à ce titre, son représentant personnel auprès de l'amiral Darlan, qui, le 11 novembre, le débarquement achevé, a remis au combat l'armée d'Afrique contre les forces de l'Axe débarquées en Tunisie.  
Après l'assassinat de Darlan (auquel a succédé le général Giraud), il demande à retourner au service actif et, le 10 mai 1943, obtient de Marcel Peyrouton, successeur d'Yves Châtel, d'être déchargé de ses fonctions de chef de la Délégation de l'Algérie. Il est d'abord affecté au 2e bureau du 1er corps blindé de cavalerie appelé à débarquer en Yougoslavie, puis, ce projet de débarquement ayant été abandonné, au 2e bureau de l'état-major général de l'armée de terre, enfin comme capitaine au 2e régiment de Spahis algériens de reconnaissance. Il participe, le 15 août 1944, au débarquement en Provence et est grièvement blessé sur le pont de Chagny (Saône-et-Loire), le 6 septembre. Après plusieurs mois de convalescence au Val-de-Grâce, il est affecté, en avril 1945, au front de l'Atlantique et prend part, comme officier de liaison, à la réduction des poches de Royan et de La Rochelle en avril et mai 1945.  

### Après-guerre
En 1946, à l'issue d'une mission à Rome où il a siégé à la commission interalliée-italienne chargée de régler la question des dommages de guerre, il est intégré dans le cadre diplomatique avec le grade de secrétaire d'ambassade et affecté au service de presse et de documentation du Quai d'Orsay. En mars 1947, il est nommé porte-parole de ce ministère auprès des journalistes français accrédités. Par la suite, il est conseiller technique pour les questions diplomatiques aux cabinets des généraux Koenig et Billotte, d'Emmanuel Temple et Jacques Chevalier, ministres de la Défense nationale, enfin, de 1959 à 1961, au cabinet de Raymond Triboulet, ministre des Anciens combattants, où il est chargé de mener à bien l'indemnisation des victimes du nazisme par le gouvernement de l'Allemagne fédérale. Un bref commandement en Algérie, en février-mars 1961, à la tête du 26e Dragons en opérations dans l'Ouest saharien, lui vaut le grade de colonel de réserve. Il quitte la carrière diplomatique en février 1972 avec le titre de ministre plénipotentiaire de première classe.

### Vie privée
Il avait épousé, en 1961, Nathalie Pernikoff (1926-2008), journaliste d'ascendance russe, collaboratrice du journal Le Monde sous le nom de Nathalie Mont-Servan.